# Широпио (Кротоне)
Широпио је насеље у Италији у округу Кротоне, региону Калабрија.
Према процени из 2011. у насељу је живело 73 становника. Насеље се налази на надморској висини од 55 м.